# 賽維爾·奈迪
賽維爾·克里佛德·奈迪四世 （Xavier Clifford Nady VI；1978年11月14日－） 出生於美國加利福尼亞州的Carmel。曾為華盛頓國民的外野手。其經紀人是被稱為吸血經紀人的史考特·波拉斯。

## 職業生涯
- 2008年7月26日，洋基隊以傑夫·卡斯坦斯、José Tábata、羅斯·奧倫道夫和Daniel McCutchen等四名球員和海盜隊交易奈迪和達馬索·馬提[1]。
- 2008年球季結束，洋基隊以1年665萬美金的合約和奈迪續約一年。
- 2009年4月奈迪手腕受傷進入傷兵名單，經檢查以後必須進行尺骨附屬韌帶重建術手術，本季宣布報銷[2]。
- 2010年1月29日，奈迪和芝加哥小熊簽下1年的合約[3]。
- 2012年3月18日，奈迪和華盛頓國民簽下小聯盟的合約，春訓的表現獲得肯定，而順利進入大聯盟25人名單[4]。

## 外部連結
- 球員資訊和成績在MLB，ESPN，Baseball-Reference，Fangraphs，The Baseball Cube（英文）